# Sporotomaculum hydroxybenzoicum
Sporotomaculum hydroxybenzoicum è una specie di batterio appartenente alla famiglia delle Thermoanaerobacteriaceae.